# Cyphomyrmex rimosus
Cyphomyrmex rimosus es una especie de hormiga del género Cyphomyrmex, tribu Attini, familia Formicidae. Fue descrita científicamente por Spinola en 1851.
Se distribuye por Argentina, Belice, Bolivia, Brasil, Colombia, Costa Rica, República Dominicana, Ecuador, Guayana Francesa, islas Galápagos, Guadalupe, Guatemala, Guyana, Haití, México, Nicaragua, Panamá, Paraguay, Perú, Santa Lucía, San Vicente y las Granadinas, Surinam, Trinidad y Tobago, Estados Unidos, Uruguay y Venezuela. Se ha encontrado a elevaciones de hasta 1100 metros. Habita en bosques caducifolios.